# Astrakan rouge

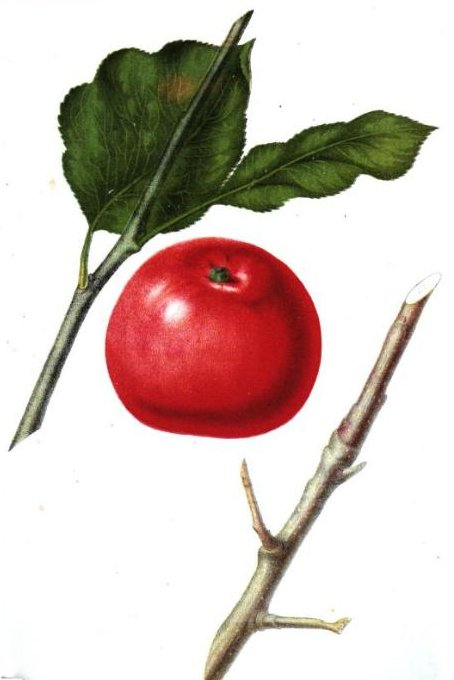
Pomme astrakan rouge.

Pour les articles homonymes, voir Astrakan.
L'astrakan rouge (parfois orthographié astracan) est une variété de pommier domestique, originaire d'Astrakhan (avec un h), créée en Russie vers 1780.

## Le fruit
Cette pomme précoce (début juillet à début août) de taille moyenne est très parfumée. Elle offre la particularité de très bien résister au froid et à l'altitude.
Sa peau à fond jaune lavée de rouge est assez épaisse et semée de nombreux points gris très développés.
Sa chair blanche et fine est demi-tendre.
Le fruit doit être cueilli dès sa maturité car il s'abîme vite.

## L'arbre
L'arbre au port érigé (type I) est peu vigoureux mais très fertile. L'idéal est de le greffer sur franc.
Ses rameaux sont bruns, duveteux et érigés de couleur vert-grisâtre à brun.
Les feuilles sont fortement dentées.
Sa floraison est très précoce.
La variété est pollinisée par les variétés Belfleur Krasnyi ou parfois Wagener.